# Naryn (provins)
Naryn (kirgiziska: Нарын облусу, Naryn oblusu) är en provins (oblast) i centrala Kirgizistan. Huvudort är Naryn. Provins har en yta på 45 200 km² och 269 700 invånare (2005), vilket gör den till landets till ytan största provins, men samtidigt dess mest glest befolkade, med en folktäthet på sex invånare per km²; provinsen har dock det högsta födelsetalet i Kirgizistan, med 25,2 födda per tusen invånare år 2005. Den gränsar i norr till provinsen Tjüi, i öst till provinsen Ysyk-Köl, i väst till provinsen Jalal-Abad, i sydväst till provinsen Osj, och i söder till Kina. Provinsen styrs av en guvernör, för närvarande Askar Salymbekov.

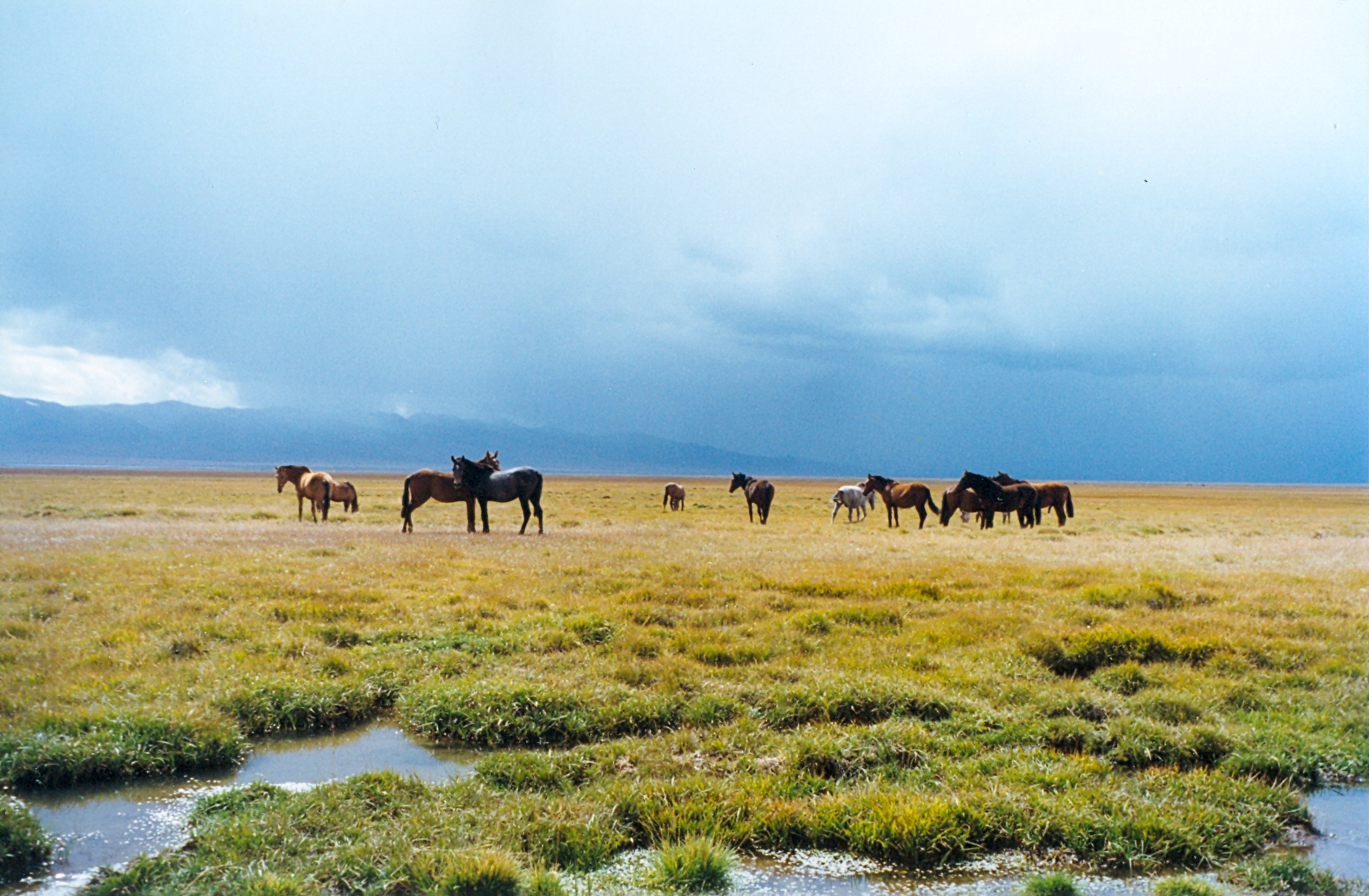
Hästar på bete nära sjön Songköl.

Geografin domineras av det inre Tian Shan på runt 1 300 meters höjd, med höga bergskedjor, dalar, och platåer med alpina betesmarker, vanligtvis högre än 2 000 meter, samt Koksjaal-Tau-bergen på gränsen mot Kina i söder med en höjd på upp till 5 982 meter. Genom provinsen från öst till väst flyter floden Naryn, som är uppdämd på flera ställen. I norr ligger bergssjön Song-Köl, som är landets näst största sjö efter Ysyk-Köl, och som under sommarmånaderna drar till sig stora hjordar får och hästar. Klimatet är kontinentalt, med en årsnederbörd på mellan 200 och 300 millimeter i dalgångarna.
Befolkningen i provinsen är till 98 procent av kirgizisk etnicitet (ej medräknat den ryska militära närvaron vid gränsen). Ekonomin domineras av djurskötsel (får, hästar, jakar), med producering av främst ull och kött. Gruvdrift med ett flertal mineraler utvecklades under Sovjettiden, men övergavs därefter såsom oekonomiskt. Det finns inte mycket industri, undantaget det hydroelektriska nyttjandet av Narynfloden, som inleddes 1970, då en kraftstation byggdes i At-Basjy nära staden Naryn. Provinsen anses idag vara den fattigaste regionen i landet. 
Provinsen är med sina många höga bergskedjor svårtillgänglig. Den enda större vägen är den som förbinder huvudorten Naryn med landets huvudstad Bisjkek i norr; från Bisjkek går den först genom det 3586 meter höga Teo-Asuu-passet och sedan genom det 3030 meter höga Dolonpasset. Från staden Naryn leder vägen vidare österut genom höglandet och in i Kina via det 3752 meter höga Turugartpasset. Delar av vägen är tidvis avstängda under vintern.

## Administrativ indelning
Provinsen Naryn är indelad i fem distrikt.
| Distrikt | Huvudort |
| -------- | -------- |
| Ak-Talaa | Baetov   |
| At-Basjy | At-Basjy |
| Jumgal   | Tjaek    |
| Kotjkor  | Kotjkor  |
| Naryn    | Naryn    |

Staden Naryn ingår inte i något distrikt utan administreras direkt under provinsen.